# Olga (Florida)
Olga és una concentració de població designada pel cens dels Estats Units a l'estat de Florida. Segons el cens del 2000 tenia 1.398 habitants.

## Demografia
Segons el cens del 2000, Olga tenia 1.398 habitants, 515 habitatges, i 402 famílies. La densitat de població era de 127 habitants/km².
Dels 515 habitatges en un 36,3% hi vivien nens de menys de 18 anys, en un 61,9% hi vivien parelles casades, en un 12,6% dones solteres, i en un 21,9% no eren unitats familiars. En el 18,1% dels habitatges hi vivien persones soles el 7,4% de les quals corresponia a persones de 65 anys o més que vivien soles. El nombre mitjà de persones vivint en cada habitatge era de 2,71 i el nombre mitjà de persones que vivien en cada família era de 3,04.
Per edats la població es repartia de la següent manera: un 26,3% tenia menys de 18 anys, un 7,4% entre 18 i 24, un 29,1% entre 25 i 44, un 24,5% de 45 a 60 i un 12,7% 65 anys o més.
L'edat mediana era de 38 anys. Per cada 100 dones de 18 o més anys hi havia 96,2 homes.
La renda mediana per habitatge era de 55.000 $ i la renda mediana per família de 57.298 $. Els homes tenien una renda mediana de 31.604 $ mentre que les dones 23.333 $. La renda per capita de la població era de 19.826 $. Entorn del 4% de les famílies i el 4% de la població estaven per davall del llindar de pobresa.

## Poblacions més properes
El següent diagrama mostra les poblacions més properes.